# Barbara Hammann
Barbara Hammann (* 9. Oktober 1945 in Hamburg; † 20. Juli 2018 in München) war eine deutsche Kunsthistorikerin, Hochschullehrerin und Videokünstlerin.

## Leben

### Frühe Jahre und Ausbildung
Barbara Hammann war die Tochter eines Buchhändlers. Sie besuchte von 1962 bis 1969 das Musische Gymnasium (heute Christian-Dietrich-Grabbe-Gymnasium) in Detmold; während dieser Zeit war sie Konzertmeisterin beim Jugendorchester Detmold.
Von 1966 bis 1969 erhielt sie eine Ausbildung zur Buchhändlerin und erwarb den Kaufmannsgehilfenbrief. Sie begann ein Studium der Kunstgeschichte, Philosophie, Theaterwissenschaft und Psychologie an der Universität München und setzte das Studium später an der Universität Wien fort; sie promovierte 1972 mit einer Dissertation über Hans Hinrich Rundt in Kunstgeschichte.

### Beruflicher Werdegang
Bis 1976 hatte sie die Leitung der Auslandsredaktion von Weltkunst. 1976 nahm sie an der Internationalen Sommerakademie für Bildende Kunst Salzburg in der Klasse Bühnenbild teil und erhielt den Förderpreis der Stadt Salzburg. Von 1978 bis 1979 nahm sie an einem Videoworkshop der Münchner Akademie teil und erstellte ein Videotagebuch zu den Proben Mutters Courage von George Tabori bei den Kammerspielen München.
1980 war sie Mitautorin der Künstlerzeitschrift Egon, meine Seele Wurfmaschine, die von Jürgen Partenheimer in Düsseldorf herausgegeben wurde. Von 1992 bis 2006 hatte sie eine Professur an der Kunsthochschule Kassel inne. Sie lebte in München und war neben ihrer künstlerischen Tätigkeit war sie freie Redakteurin, Lektorin, freie Mitarbeiterin bei Verlagen und beim Rundfunk sowie beim Fernsehen.

### Künstlerisches Wirken
Barbara Hammann ließ sich als Künstlerin nicht auf ein bestimmtes Medium festlegen. Sie sagte von sich selbst:

„In meiner Arbeit stelle ich die traditionelle Rolle der Künstlerin infrage, indem ich keine vermarktbaren ästhetischen Waren produziere, außerhalb der Institutionen, das heißt subkulturell arbeite und persönlich mit dem Kunstinteressierten in Kontakt trete, der direkt am Produktionsprozess teilnimmt, auf der Basis dialogischer Produktion.“

Sie nutzte hierbei unter anderem Video, Performance, Straßenaktion, Installation, Fotografie, Zeichnung und Malerei. Mit ihrer Arbeit reagierte sie auf spezifische Situationen und Räume, zerstörte die tradierten Bilder von sich und der Welt und versuchte zur Identität vorzudringen.
Nach einer schweren Operation entwickelte sie für sich eine neue Bewusstwerdung von Leben und Tod, das sie künstlerisch umsetzte; sie beschäftigte sich 1980 in den zwei Video-Folgen Der Tanz und die Liebe und beides mit in den Tod nehmen und Friedhof – Tabu und Tod mit diesem Thema. Dazu kommentierte sie: 

„Die Auseinandersetzung mit dem System Friedhof schließt das Nachdenken über unser Verhältnis, das heißt, das uns von der Gesellschaft vermittelte über den Tod, ein. Als Sinnbild der Unverfügbarkeit muss er in einer leistungsorientierten Gesellschaft tabuisiert werden... es gibt heute keine sozial gesetzte Befindlichkeit mehr für die Todeserfahrung. Die ehemals durch die Familie vorgenommenen Handlungen werden vom Bestattungsgewerbe als Dienstleistung offeriert ... der Tod ist zur Ware geworden.“

Weitere Videos, Installationen und Performances waren unter anderem Watching me, Dirty eyes und eating jaffa. Letzteres war die Ausgrabungsgeschichte einer Brust, die mit Mehl bedeckt ist; eine Gabel kratzte Furchen ins Mehl, solange, bis das Mehl weggekratzt war. Dazu sang Barbara Hammann und spielte Flöte. Es ging ihr um die Aggression des Kratzens, die Verletzlichkeit der Haut, um ein Körpergefühl. In Die Stimme des Buches wurden die ersten vier Kapitel der Schöpfungsgeschichte in der Bibel rückwärts gelesen, wodurch sich ein neues Verständnis des Textes einstellen sollte.
Seit 1981 arbeitete sie auch mit Dias, unter anderem mit dem Auskratzen des Bildinhalts, so dass nur noch gelbe Streifen übrig blieben, eine Art Diamalerei zur Zerstörung der Bildfiktion. Im gleichen Sinne hatte sie Dias mit der Nähmaschine durchgenäht, der dadurch entstehende Lichteinfall überführte dann das Dia in einen neuen, eigenen Ausdruck.
Ein Teil des Nachlasses von Barbara Hammann befindet sich im Künstler:innenarchiv der Stiftung Kunstfonds, darunter Video- und Fotoarbeiten, Projektdokumentationen und zahlreiche Schriften.

## Ausstellungen (Auswahl)
Barbara Hammann beteiligte sich an Ausstellungen im Kunstverein Ingolstadt (1995), Goethe-Institut in München, in der Städtischen Galerie im Lenbachhaus in München, an der University of Arizona Museum of Art in Tucson in Arizona und im Museum Folkwang in Essen.

## Ehrungen und Auszeichnungen
1982 erhielt Barbara Hammann den Kunstpreis ars viva. Zudem erhielt sie 1985 als erste Frau das Gabriele-Münter-Stipendium der Stadt München.

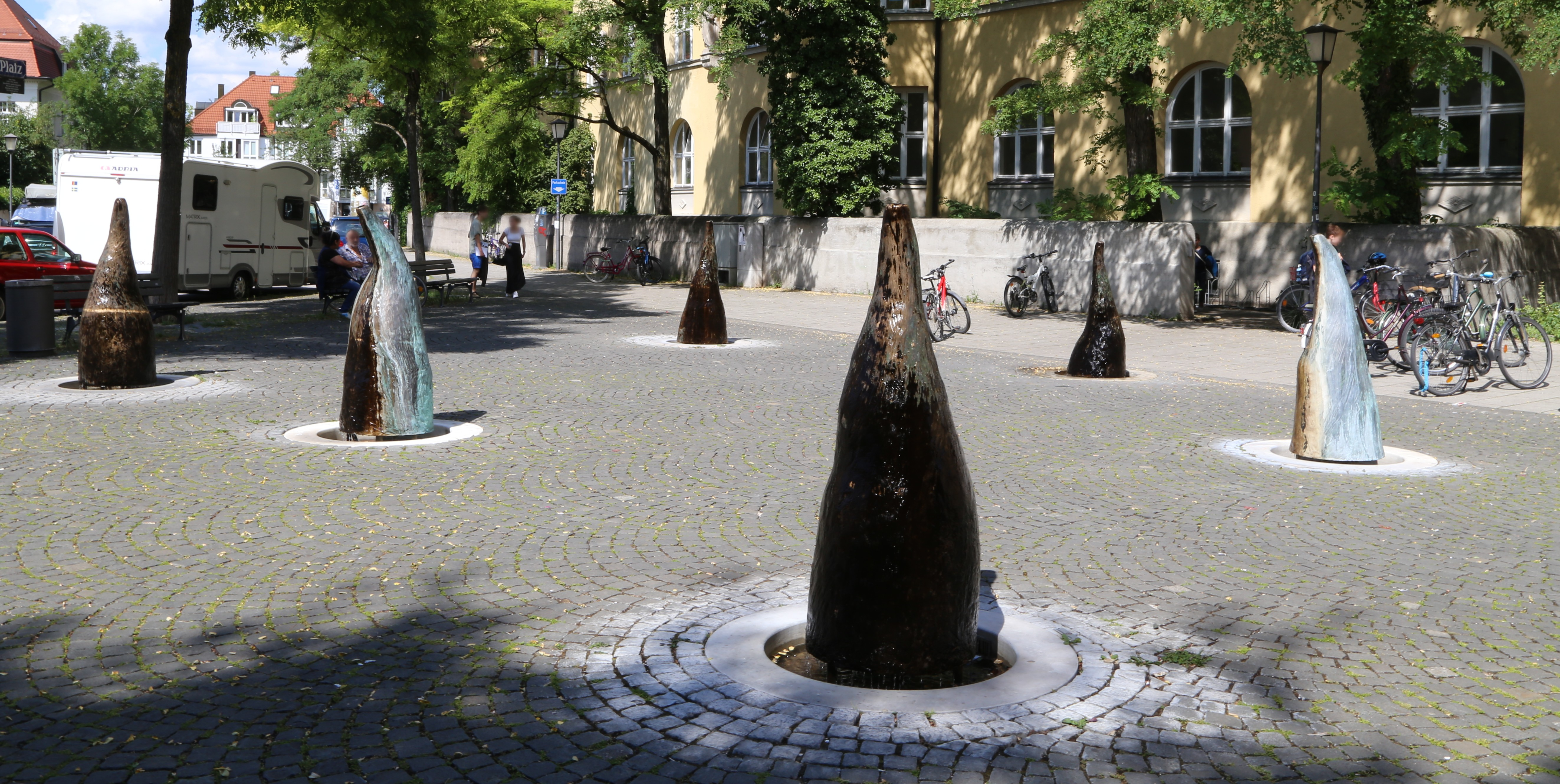
Märchenbrunnen

## Werke
- Der Märchenbrunnen vor dem Eingang zum Oskar-von-Miller-Gymnasium in Schwabing mit den sieben Wasser sprudelnden und Worte Ernst Tollers murmelnden Zipfelmützen.
- Ich/nicht ich (1988) in der Bayerischen Staatsgemäldesammlung in München[3].

## Schriften (Auswahl)
- Hans Hinrich Rundt, ein deutscher Maler an der Wende vom 17. zum 18. Jahrhundert. Ludwig-Maximilians-Universität, München 1974.